# Esik
Esik (em cazaque:  Есік, também escrito Issyk, Yesik e Yesyk) é uma vila na Almaty (região) do Cazaquistão, o centro administrativo do Enbekshikazakh (distrito). Localizado no rio Issyk, ao pé do Tian Shan, 53 km a leste de Almaty e 112 km sobre as montanhas de Lago Issyk Kul. População: 34,355 (Resultados do Censo 2009); 31,254 (Resultados do Censo de 1999).